# Pteridophora alberti
El ave del Paraíso de Alberto (Pteridophora alberti) es una especie de ave paseriforme de la familia Paradisaeidae. Es nativa de los bosques montanos en Nueva Guinea. Es el único miembro del género monotípico Pteridophora.

## Nomenclatura
Adolf Bernhard Meyer del Museo de Dresde describió esta especie en el boletín del Club de los Ornitólogos Británicos en diciembre de 1894. Tanto el nombre común de ave del paraíso Rey de Sajonia como el nombre científico alberti se les dio en honor al entonces rey de Sajonia, Alberto I de Sajonia, cuya esposa dio su nombre a la parotia de la reina Carola (Parotia carolae).

## Descripción
Los adultos de esta especie son de aproximadamente 22 cm de longitud, de hecho el Rey de Sajonia es el ave del paraíso (Paradisaeidae) más pequeña. El macho es de color negro y amarillo con un iris marrón oscuro, piernas de color marrón grisáceo, pico negro, y tiene dos largas plumas que parten de la cabeza que puede mover independientemente a voluntad de este. La hembra es de color marrón grisáceo sin adornos y con las partes inferiores barradas.
Los penachos ornamentales en la cabeza del macho son tan extraños que cuando el primer espécimen fue llevado a Europa, se pensó que era una falsificación.